# Foldrøy
Foldrøy es una localidad de la provincia de Hordaland en la región de Vestlandet, Noruega. A 1 de enero de 2017 tenía una población estimada de 366 habitantes.
Se encuentra ubicada al suroeste del país, cerca del fiordo de Hardanger y de la costa del mar de Noruega.